# Mads Sjøgård Pettersen
Mads Sjøgård Pettersen (* 21. Januar 1984 in Sørfold, Nordland) ist ein norwegischer Film- und Theaterschauspieler.

## Leben und Wirken
Pettersen studierte von 2003 bis 2006 an der Akademie für darstellende Künste der Hochschule Østfold. Eine seiner ersten Rollen spielte er 2009 in dem mehrfach ausgezeichneten Film Nord, in dem er in der Rolle des Ulrik zu sehen war, für die er 2009 mit dem norwegischen Filmpreis Amanda in der Kategorie Bester Nebendarsteller ausgezeichnet wurde. Im gleichen Jahr war er in Stadtneurosen erstmals in einer Hauptrolle zu sehen, Stadtneurosen wurde 2010 mit dem Amanda für den besten norwegischen Film ausgezeichnet. 2013 spielte er in der zweiten Staffel der Dramaserie Hjiem eine Hauptrolle, 2015 war er erstmals in einer internationalen Produktion zu sehen. In der britisch-US-amerikanisch-deutschen Filmbiografie Eddie the Eagle – Alles ist möglich verkörperte er die Rolle des Fußballspielers Erik Moberg. 2016 war er in allen acht Folgen der Serie Nobel in der Rolle eines Oberstleutnants zu sehen. Seit 2018 ist er in einer Hauptrolle in der Dramaserie Lykkeland als Martin Lekanger präsent.
Pettersen war unter anderem am Norwegischen Staatstheater in Die Reise zum Weihnachtsstern und einer Bühnendapation von Ronja Räubertochter zu sehen. Außerdem war schon auf den Bühnen des Nordland Teater, des Riksteatret und des Rogaland Teater zu sehen.

## Filmografie (Auswahl)
- 2008: Cold Prey 2 Resurrection – Kälter als der Tod (Fritt vilt II)
- 2009: Nord
- 2009: Stadtneurosen (Upperdog)
- 2011–2013: Dag (Fernsehserie, 4 Folgen)
- 2012: Lilyhammer (Fernsehserie, Folge 1.06)
- 2012: Erobreren (Fernsehserie, 3 Folgen)
- 2012: Unschuld (Uskyld)
- 2013: Victoria
- 2013: Hjem (Fernsehserie, 5 Folgen)
- 2013: Mieletön elokuu
- 2015: Saboteure im Eis – Operation Schweres Wasser (Kampen om tungtvannet, Fernsehserie, 6 Folgen)
- 2015: Villmark 2
- 2015: Eddie the Eagle – Alles ist möglich (Eddie the Eagle)
- 2016: The Cave – Bis zum letzten Atemzug (Cave)
- 2016: Nobel (Fernsehserie, 8 Folgen)
- 2017:  Espen und die Legende vom Bergkönig (Askeladden – I Dovregubbens hall)
- 2017: The 12th Man – Kampf ums Überleben (Den 12. mann)
- 2018: Lykkeland (Fernsehserie, 8 Folgen)
- 2019: Amundsen
- 2019: Kommissar Wisting (Wisting, Fernsehserie, 3 Folgen)
- 2019: Espen und die Legende vom goldenen Schloss (Askeladden – I Soria Moria slott)
- 2019–2020: Occupied – Die Besatzung (Okkupert, Fernsehserie, 5 Folgen)
- 2019–2020: Weihnachten zu Hause (Hjem til jul, Fernsehserie)
- 2022: Troll

## Auszeichnungen
Amanda 2009
- Auszeichnung in der Kategorie Bester Nebendarsteller für Nord